# 中田町 (横浜市)
中田町（なかたちょう）は神奈川県横浜市泉区の町名。丁番を持たない単独町名である。住居表示未実施区域。

## 地理
泉区の中東部に位置し、東に和泉町と和泉中央北、西と南に中田北、北に弥生台と接している。また南部にも深谷通信所跡地の一部が飛地として存在している。

### 字
大下、かばた、山神後、山神前、葛野、夏刈場、中下、中西、池谷、向原、鯉ケ久保､踊場、東原、庚申前、東谷、中村、寺ノ後、広町、笹山、西原、横根、大丸、宮ノ前、長久保、宮ノ台

## 歴史

### 沿革
- 1889年（明治22年）4月1日 - 町村制の施行により、鎌倉郡中和田村が成立。神奈川県鎌倉郡中和田村大字中田となる。
- 1939年（昭和14年）4月1日 - 横浜市に編入。横浜市戸塚区中田町となる[6]。
- 1969年（昭和44年）10月1日 - 行政区再編成に伴い戸塚区を廃止し、新たに戸塚区へ編入[7]。
- 1980年（昭和55年）1月26日 - 土地区画整理事業（新橋）[8]に伴い、中田町の一部を新設された弥生台へ編入する[9]。
- 1986年（昭和61年）8月6日 - 土地改良事業に伴い、汲沢町との境界を変更する[10]。
- 1986年（昭和61年）11月3日 - 戸塚区から泉区が分区。横浜市泉区中田町となる[11]。町名町界町名地番整理に伴い汲沢町の一部を編入し[10]、住居表示の実施（泉区岡津南部地区）[12]に伴い、岡津町の一部を編入する[10]。
- 1988年（昭和63年）1月10日 - 土地区画整理事業（西田）[8]に伴い、岡津町の一部を編入する[13]。
- 1995年（平成7年）11月20日 - 住居表示の実施（泉区中田・岡津第一次地区）[14]に伴い、中田町の一部を中田東一丁目〜四丁目へ編入[15]。
- 1996年（平成8年）10月21日 - 住居表示の実施（泉区中田・岡津第二次地区）[14]に伴い、中田町の一部を和泉町、中田北一丁目〜三丁目、中田西一丁目〜四丁目へ編入[15]。
- 1997年（平成8年）10月27日 - 住居表示の実施（泉区中田・岡津第三次地区）[14]に伴い、中田町の一部を中田南一丁目〜五丁目へ編入[16]。

### 町名の変遷
| 実施後 | 実施年月日               | 実施前（各町名ともその一部） |
| ------ | ------------------------ | ---------------------------- |
| 中田町 | 1939年（昭和14年）4月1日 | 大字中田                     |

## 世帯数と人口
2025年（令和7年）6月30日現在（横浜市発表）の世帯数と人口は以下の通りである。
| 町丁   | 世帯数  | 人口  |
| ------ | ------- | ----- |
| 中田町 | 143世帯 | 287人 |

### 人口の変遷
国勢調査による人口の推移。
| 年                 | 人口   |
| ------------------ | ------ |
| 1995年（平成7年）  | 29,185 |
| 2000年（平成12年） | 238    |
| 2005年（平成17年） | 237    |
| 2010年（平成22年） | 406    |
| 2015年（平成27年） | 426    |
| 2020年（令和2年）  | 434    |

### 世帯数の変遷
国勢調査による世帯数の推移。
| 年                 | 世帯数 |
| ------------------ | ------ |
| 1995年（平成7年）  | 9,739  |
| 2000年（平成12年） | 71     |
| 2005年（平成17年） | 81     |
| 2010年（平成22年） | 81     |
| 2015年（平成27年） | 96     |
| 2020年（令和2年）  | 101    |

## 学区
市立小・中学校に通う場合、学区は以下の通りとなる（2024年11月時点）。
| 番地                                         | 小学校             | 中学校             |
| -------------------------------------------- | ------------------ | ------------------ |
| 2731〜3064番地 3095〜3102番地 3422〜3463番地 | 横浜市立中田小学校 | 横浜市立中田中学校 |

## 事業所
2021年（令和3年）現在の経済センサス調査による事業所数と従業員数は以下の通りである。
| 町丁   | 事業所数 | 従業員数 |
| ------ | -------- | -------- |
| 中田町 | 28事業所 | 564人    |

### 事業者数の変遷
経済センサスによる事業所数の推移。
| 年                 | 事業者数 |
| ------------------ | -------- |
| 2016年（平成28年） | 30       |
| 2021年（令和3年）  | 28       |

### 従業員数の変遷
経済センサスによる従業員数の推移。
| 年                 | 従業員数 |
| ------------------ | -------- |
| 2016年（平成28年） | 541      |
| 2021年（令和3年）  | 564      |

## 施設
- 中田中央公園

## その他

### 日本郵便
- 郵便番号 : 245-0011[3]（集配局：横浜泉郵便局[26]）

### 警察
町内の警察の管轄区域は以下の通りである。
| 番・番地等 | 警察署   | 交番・駐在所 |
| ---------- | -------- | ------------ |
| 全域       | 泉警察署 | 中田交番     |